# Soubkhon Khoujamov
Soubkhon Khoujamov (tadjik : Субхон Худжамов), né le 10 juillet 1976 en RSS du Tadjikistan, aujourd'hui au Tadjikistan, est un joueur de football international tadjik qui évoluait au poste de défenseur.

## Biographie

### Carrière en sélection
Soubkhon Khoujamov reçoit 10 sélections en équipe du Tadjikistan entre 2003 et 2007, sans inscrire de but.
Il participe avec cette équipe à l'AFC Challenge Cup en 2006. Le Tadjikistan remporte cette compétition en battant le Sri Lanka en finale.
Il dispute également les éliminatoires du mondial 2010.

## Palmarès
Tadjikistan
- AFC Challenge Cup (1) :
  - Vainqueur : 2006.